# F–35 Lightning II

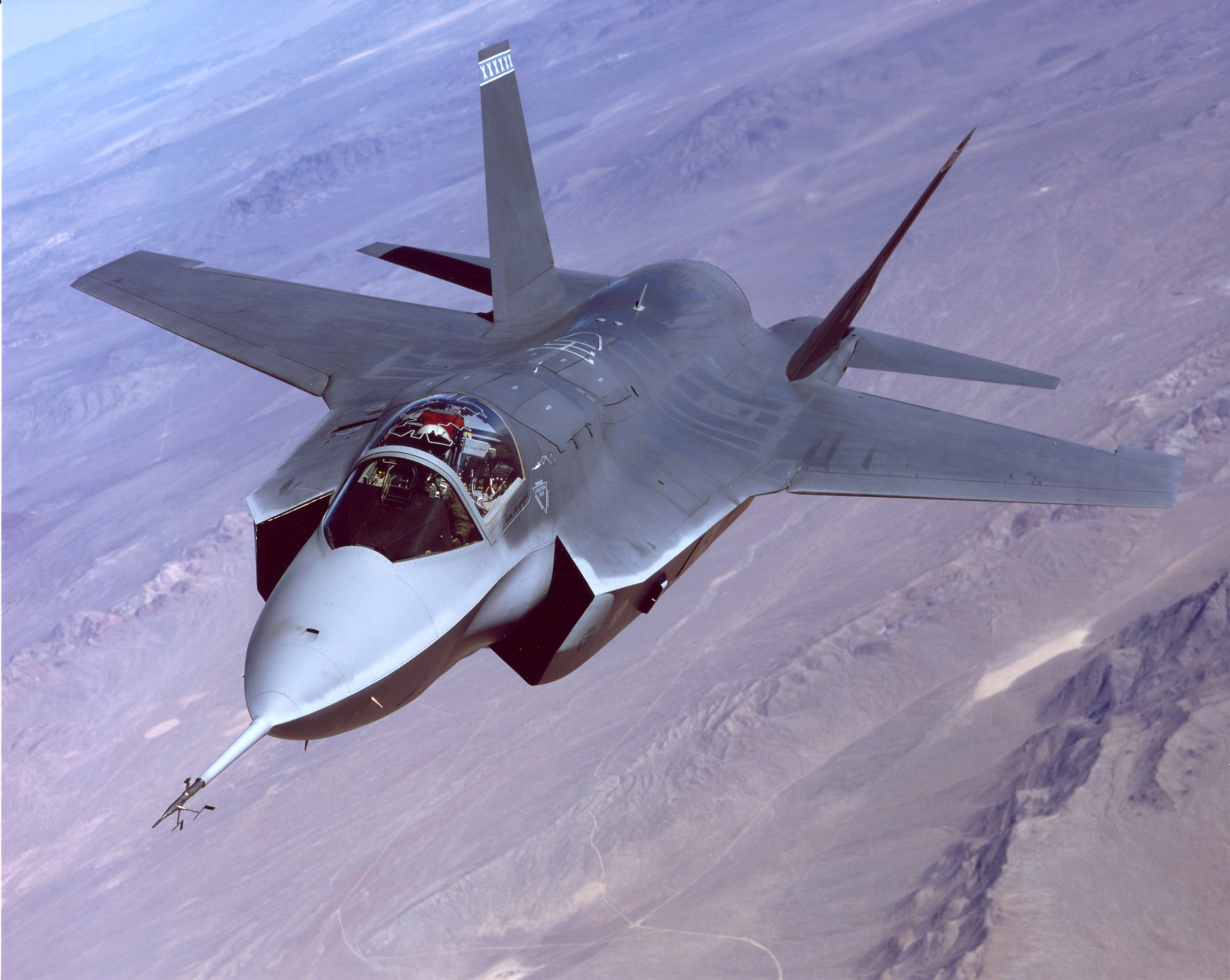
Az F–35 X–35 prototípusa

Az F–35 Lightning II (korábbi nevén X–35 JSF, azaz Joint Strike Fighter, angolul „Közös Csapásmérő Vadászrepülőgép”) ötödik generációs, egyhajtóműves vadászbombázó repülőgép, melyet kiterjedt nemzetközi kooperációban a Lockheed Martin, valamint fő partnerei a BAE Systems és a Northrop Grumman fejlesztettek, az Egyesült Államok és több más ország (Egyesült Királyság, Ausztrália, Hollandia, Olaszország) számára. A repülőgéppel az F–16 Fighting Falcon, az F/A–18 Hornet, a Harrier és az F–117 Nighthawk repülőgépeket váltják le. Az F–35 program a várttól eltérően tetemes késésben és költségtúllépésben volt a kezdetektől.
2015 júliusában állt szolgálatba az első repülőszázad ezzel a géptípussal az Amerikai Tengerészgyalogságnál. 2016. augusztus 2-án az F–35 hivatalosan hadrendbe állt az Amerikai Légierőnel is.
Három fő típusváltozata:
- A hagyományosan fel- és leszálló (CTOL) F–35A elsősorban az USAF számára, mely 2013-tól Az F–16 Fighting Falconokat, 2028-tól pedig az A–10 Thunderbolt II-ket váltja le.
- A rövid úton felszálló és helyben leszálló (STOVL) F–35B az Amerikai Tengerészgyalogság összes repülőgépének (F/A–18 Hornet, AV–8B Harrier II és EA–6B Prowler) és az Brit Királyi Haditengerészet Harrier GR.7 és GR.9 leváltására, 2012-től.
- A repülőgép-hordozó fedélzeti (CATOBAR) F–35C az Amerikai Haditengerészet számára készül, a korábbi gyártású F/A–18 A, B, C és D repülőgépek leváltására, 2015-től.

A hagyományos kialakítású változat, az F–35A légiharc-manőverező képessége kedvezőbb gyakorlati eredményeket mutatnak a leváltandó F–16 típusnál. Ezt egy 2015. januártól kezdődő közös repülési tesztsorozatban mutatták ki, melyről az Aviation Week & Space Technology szakfolyóirat nyilatkozott. A típus repülési képességei folyamatosan fejleszthetőek. A tesztsorozatra egy önálló alakulatot hoztak létre F–35 Integrated Test Force néven, melyben mind a három típusváltozatból repülnek nullsorozatú példányokat. A típus maximális képességeinek kalibrálása még az F–22 Raptorénál is gyorsabb ütemben zajlik.

## Nemzetközi részvétel
A fő megrendelők és támogatók az Amerikai Egyesült Államok és az Egyesült Királyság. További 8 ország is pénzeli a programot és 2006-ban dönti el, hogy rendel-e a vadászgépből vagy sem. A program költsége eddig 40 milliárd amerikai dollárba került, mely nagy részét az Egyesült Államok állta.
A támogatók köre 3 szintre osztható:
- 1. szint: Egyesült Királyság: 2 milliárd amerikai dollár
- 2. szint: Olaszország (1 milliárd USD, ennek ellenére kilépését fontolgatja[3]) és Hollandia (80 millió USD)
- 3. szint: Törökország (110 millió USD), Ausztrália (144 millió USD), Norvégia (122 millió USD), Dánia (110 millió USD) és Kanada (110 millió USD)

A szintek a pénzügyi támogatást, a technológiai fejlesztéseket és az alvállalkozók támogatását tükrözik. Izrael (egyelőre 75 gépre adott le megrendelést 15,2 milliárd USD értékben) és Szingapúr szintén csatlakoztak, mint Biztonsági Együttműködési Támogatók (Security Cooperative Participants).

## A program története

### Előzmények
Az 1990-es évek elején az Egyesült Államok több haderőneme külön-külön dolgozott saját csapásmérő repülőgépeinek új generációján. Az USAF az F–16-osok utódjának szánt MRF (Multi-Role Fighter, Többfeladatú Vadász), az US Navy az A–6 Intruder repülőgépek utódjának szánt A–12 Avenger II program 1991-es leállítása után az A/F-X (Attack / Fighter - Experimental, Támadó/Vadász-Kísérleti) terven dolgozott. Az Egyesült Államok Tengerészgyalogsága az AV–8B Harrier II repülőgépek utódját kereste, a Harriereket gyártó Egyesült Királyság haditengerészetével már az 1980-as évektől együttműködve, később DARPA irányításával. A Tengerészgyalogság később a Harrierek utódját szemelte ki az F/A–18 Hornet repülőgépeinek leváltására is, az így létrejött CALF (Common Affordable Lightweight Fighter, Közös Olcsó Könnyűvadász) nevű repülőgép így egyesítette volna a szuperszonikus vadászgépek és a helyből felszálló támadó repülőgépek előnyös tulajdonságait.

### A JAST program

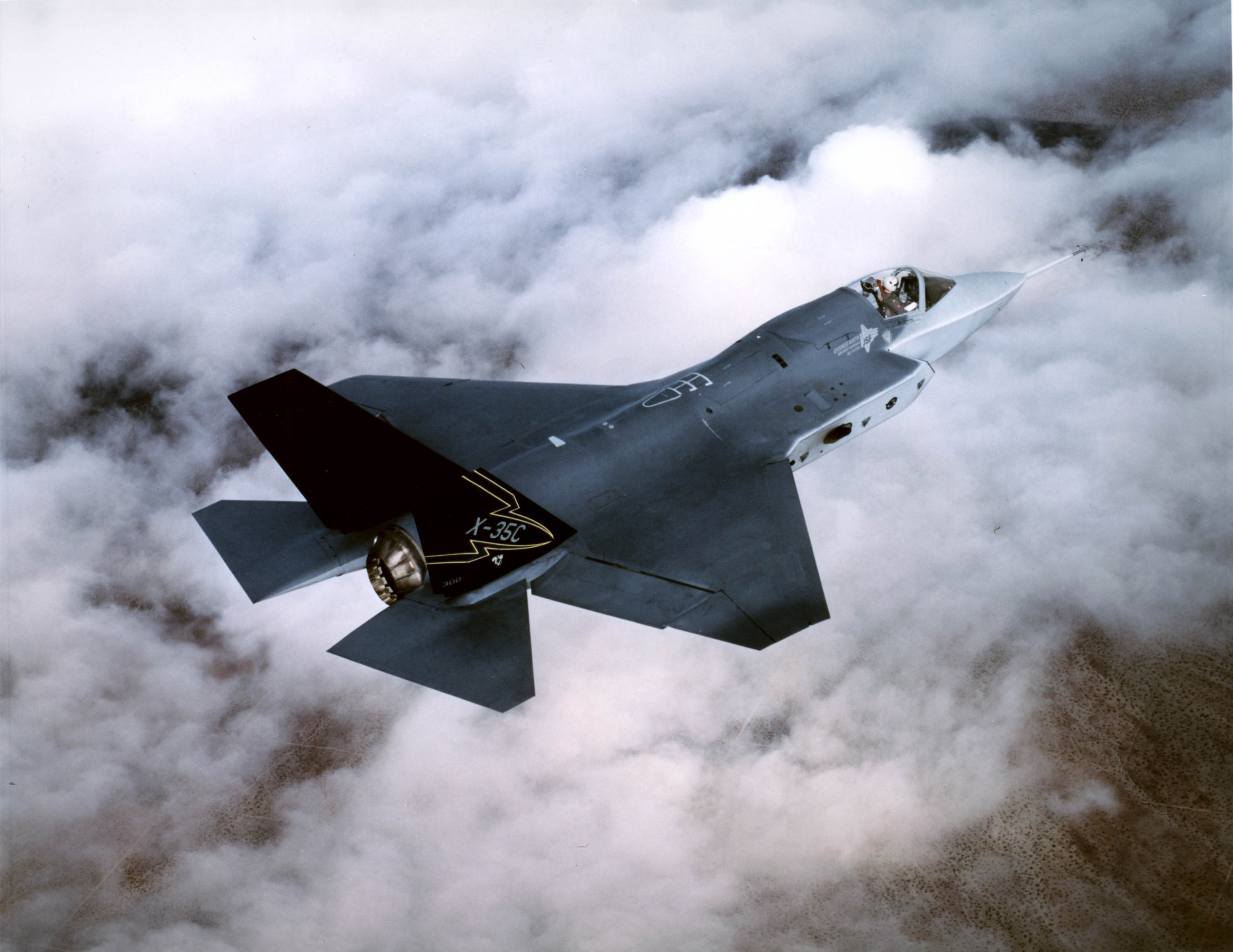
Az X–35C prototípus

1993-ban a Clinton-kormányzat pénzügyi okokból leállította a sok közös vonást tartalmazó, párhuzamos MRF és az A/F-X programokat, de engedélyezte a Pentagonnak egy iroda létrehozását, mely az USAF és az US Navy közös repülőgépeivel szemben felállított követelményeket határozta meg. A JAST (Joint Advanced Strike Technologies, Közös Fejlett Támadó Technológiák) irodát 1994. január 27-én hozták létre, és pár hónap múlva a CALF projektet is az iroda fennhatósága alá vonták.
A JAST-koncepció lényege a kezdetektől az egyetlenegy típus helyett a közös technológián alapuló, de több eltérő repülőgép kifejlesztése, valamint a megfizethetőség szem előtt tartása volt. A repülőgépet elsősorban lopakodó támadógépnek képzelték el, melynek légiharc-képességei nem kiemelkedőek, de semmiképpen nem lehetett rosszabb ebből a szempontból sem a negyedik generációs vadászrepülőgépeknél, sebességét 1,5 Machra tervezték. A három változat közül a légierő gépét képzelték el a legolcsóbb alapváltozatnak, a haditengerészet speciális igényeit egy nagyobb szárnyfesztávú, fékhoroggal és megerősített futóművekkel ellátott repülőgép elégítette ki. A tengerészgyalogság elvárásait kielégítő helyből felszálló repülőgépet tervezték a legdrágábbnak, harcértékét tekintve azonban ez sem maradhatott el a többitől. Mivel minden követelményt nem lehetett kielégíteni, a belső fegyvertérben hordozott fegyverek mennyiségét két irányított bombában és két légiharc-rakétában szabták meg, a repülőgép így a légi hadjáratok elején, az ellenséges légvédelem elleni bevetéseket teljesen rejtve repülheti („First Day Stealth”), később, a nagyobb mennyiségű fegyverzettel végzendő harcfeladatokat a szárnyak alá is függesztett, nagyobb mennyiségű fegyverzettel de nem lopakodva teljesítené.
1994-től a JAST végleges specifikációi alapján a nagy repülőgépgyárak megkezdték a követelményeknek megfelelő repülőgépek tervezését. A projektet pár hónappal később átkeresztelték a JSF (Joint Strike Fighter, Közös Támadóvadász) névre. A koncepciót három cégcsoport dolgozta ki:
- A McDonnell Douglas konvencionális kialakítású repülőgépet tervezett, nyilazott szárnyakkal, a törzs két oldalán elhelyezett levegő-beömlőnyílásokkal. A repülőgép, a cég által korábban tervezett YF–23-hoz hasonlóan, függőleges és vízszintes vezérsíkok helyett V alakú vezérsíkokkal épült. A helyből felszálló gépet ±20°-ban vektorálható hajtómű-fúvócsővel és függőlegesen beépített emelőhajtóművel tervezték megépíteni, ennek helyén a másik két gép esetében további tüzelőanyag-tartályok beépítését tervezték.[5]
- A Lockheed-Martin gépe is hasonlított az általuk korábban tervezett F–22 Raptorra, a helyből felszálló változat érdekessége a szintén vektorálható hajtómű elé függőlegesen beépített emelő csőlégcsavar, melyet hajtómű teljesítményének megcsapolásával hajtottak, helyén a többi változat esetében tüzelőanyag-tartályokat terveztek beépíteni.
- A Boeing terve volt a legszokatlanabb. Kis fesztávolságú deltaszárnyú repülőgép volt, V alakú vezérsíkokkal, az orr alatt elhelyezett levegő-beömlőnyílással. A függőlegesen felszálló változatnál az emelőerőt a hajtóművekből elvezetett égéstermékgázok törzs alatt két helyen történő kivezetésével nyerték.

### A JSF program

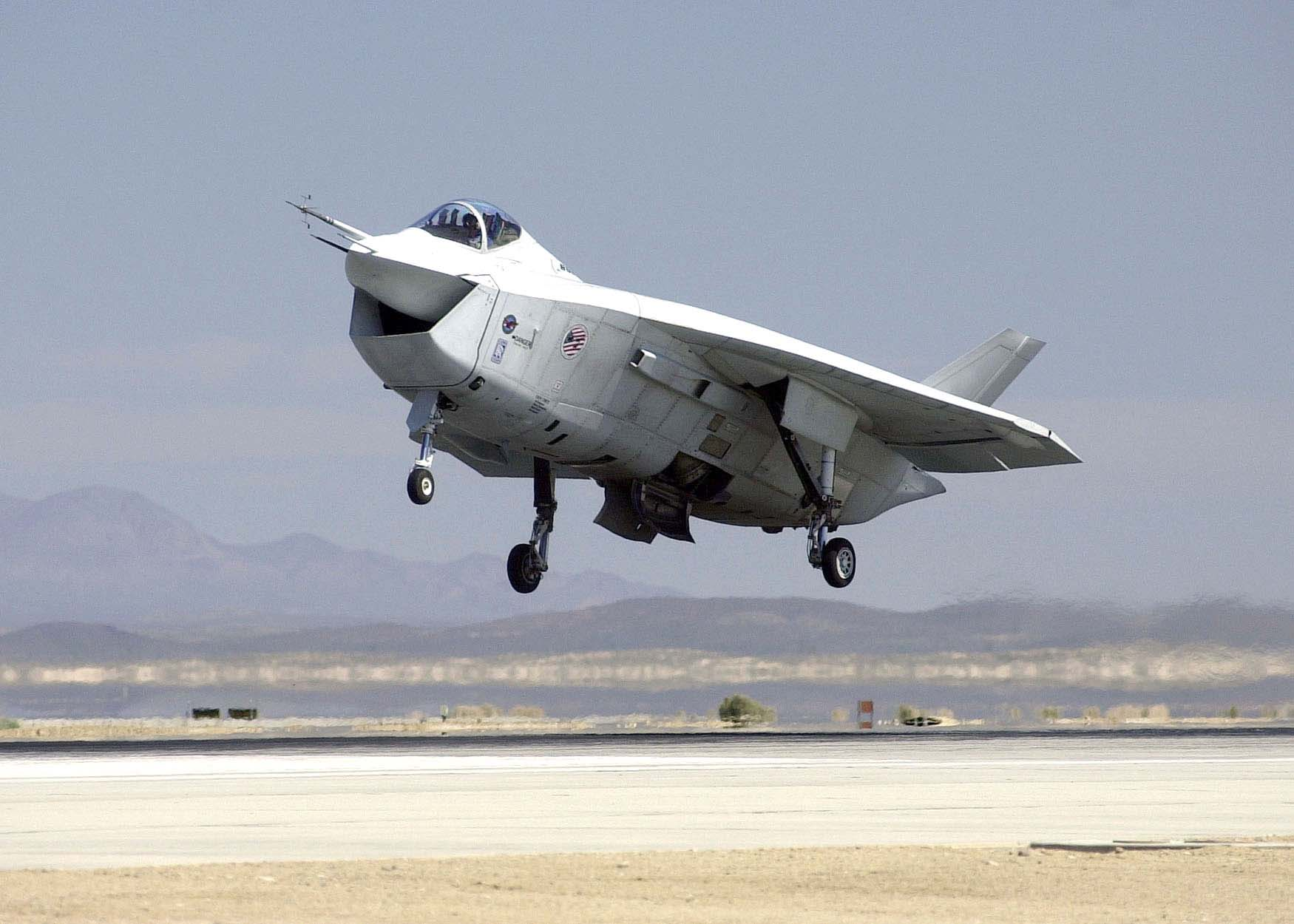
A Boeing X–32B prototípusa felszállás közben, a törzs alján nyitott gáz-kifúvónyílásokkal

Két prototípust jutalmaztak 1996. november 16-án, a Locheed Martinét és a Boeingét. A McDonnell Douglas kiesése a cégcsoport számára katasztrofális következményekkel járt, ez ütötte be az utolsó szöget a koporsójába, pár éven belül a Boeing felvásárolta. Mindkét nyertes vállalatnak három változat terveit kellett bemutatnia: hagyományos felszállású (szárazföldi kifutóról felszálló) CTOL (Conventional Take Off and Landing), hordozóról felszálló változat (CV verzió) és rövid felszállású-helyben leszálló változat (STOVL, Short Take Off and Vertical Landing). Ebből két változat technológiai demonstrátorát kellett megépíteniük: a CTOL és a STOVL változatot. A CV változat megépítését nem tartották fontosnak a program ezen szakaszában, lévén annak technológiai kockázatát minimálisnak tekintették.
1996-ban az Egyesült Királyság védelmi minisztériuma elindította a Future Carrier Borne Aircraft (Jövőbeni Hordozófedélzeti Repülőgép) projektet. Ezt a programot a Harrierek leváltására szánták, de 2001-ben a kormány a JSF mellett döntött.
Az X–32 repült először, 2000. szeptember 18-án. Ezt követte az X–35A (október 24.), az X–35C (december 16.) és az X–32B (2001. március). A helyből felszálló X–35B, melyet az X–35A-ból építettek át, 2001 júniusában repült először. 2001 októberében versenyből a Lockheed Martin X–35-öse került ki győztesen, elsősorban helyből felszálló változat emelő csőlégcsavarjának a kisebb technikai kockázata miatt.
A program következő fázisa az SDD (System Development and Design, Rendszerfejlesztés és -Tervezés), melynek során 15 repülőgépet építenek meg. Az első F–35A 2006. február 19-én gurult ki a Lockheed Martin fort worthi gyárából. Első hajtóműtesztjére 2006. szeptember 15-én került sor, a teszt szeptember 18-án fejeződött be, mikor a hajtóművet teljes utánégetéssel is kipróbálták. Első felszállását John Beesley berepülőpilótával 2006. december 15-én teljesítette. Az F–35B első felszállására 2008. június 11-én került sor, Graham Tomlinson, a BAe berepülőpilótája irányításával, a második gép, a BF–2 2009. február 25-én repült először, eddigre másik két gép már 84 felszálláson volt túl. A berepülések során a gépek nagyfokú megbízhatóságról tettek tanúbizonyságot, a repülések 80%-a után státuszuk Code One volt, azaz teljesen hibátlanok voltak.
Az előszéria gyártása (low-rate initial production, LRIP) négy sorozatban valósul meg.
- LRIP–1: 2 darab, 2010-től leszállítva
- LRIP–2: 12 darab
- LRIP–3: 18 darab, ebből kettő az Egyesült Királyságnak és egy Hollandiának (2,1 milliárd USD)
- LRIP–4: 28 darab[8]

A repülőgép előszéria-példánya először 2008. november 14-én lépte át a hangsebességet.

### A repülőgép fejlesztésével kapcsolatos problémák
Az F–35 programmal kapcsolatban felmerülő leggyakoribb probléma, hogy a gépet elsősorban a fő megrendelő Egyesült Államok számára fejlesztik, a többi, együttesen szintén nagy számú gépet vásárló megrendelő igényei másodlagosak. Az amerikai elképzelések szerint a repülőgépet elsősorban a sokkal erősebb F–22 Raptorral együtt tervezik bevetni, azt kiegészítve. Emiatt az F–22 feladatköreiben, elsősorban a légi harcban az F–35 viszonylag gyengének számít, emellett hatótávolsága sem túl nagy. A repülőgép lopakodó tulajdonságait elsősorban a közép- és kis hatótávolságú légvédelmi rakétakomplexumok és ezek rádiólokátorai ellen optimalizálták, feltételezve azt, hogy a nagyobb rendszereket a nagyobb hatótávolságú és ezek ellen is védett F–22-esek semmisítik meg.
A hajtóművel kapcsolatos probléma, hogy nagyon zajosra sikerült, az F–35 sok két hajtóműves típusnál is hangosabb, felszállásakor a léghangnyomásszint eléri a 130 decibelt, emiatt a gépeket sűrűn lakott helyektől távolabbi repülőtereken tervezik - legalábbis Amerikában, mert Európa sűrűn lakott országaiban erre nincs lehetőség. Hollandiában emiatt a projekt törlése is felmerült.
A repülőgép fejlesztése sem halad a terveknek megfelelően. A berepülési program 2009-re tervezett 168 felszállásból mindössze 16-ot sikerült teljesíteni, elsősorban az előszéria-gépek késedelmes leszállítása miatt.

### Elnevezés
2006. július 7-én az Egyesült Államok Légiereje ünnepélyesen elnevezte a gépet F–35 Lightning II-nek, a Lockheed második világháborús P–38 Lightningja és a hidegháborús brit English Electric Lightning után. Korábban olyan lehetséges nevek is felmerültek mint a Kestrel, Phoenix, Piasa, Black Mamba és a Spitfire II. A Lightning II nevet korábban egy másik gépnek szánták, melyet végül F–22 Raptornak kereszteltek el. A Lightning II nevet Amerikában és az Egyesült Királyságban egyaránt használhatják, mivel mindkét nemzet rendelkezett korábban Lightning nevű repülőgéppel.

### Gyártása
A típus gyártása úgynevezett low-rate initial production (LRIP, „kis ütemű belső termelés”) folyamatokban zajlik, melyet a JPO (Joint Program Office, „Egyesített Programiroda”) felügyel. Az elősorozatokat követően, a különböző sorozatok egymástól némileg eltérő felszereltséggel kerültek legyártásra és átadásra (például a 2016-ban tervezett heteik sorozatban – LRIP 7 – már a 3. generációs sisakcélzó lett integrálva, továbbfejlesztett éjszakai kamerával, új LCD-kel és más szoftverekkel).
2018 őszén az Amerikai Védelmi Minisztérium (US DoD) és a Lockheed Martin véglegesítette az LRIP 11-es sorozat szerződését, amely 11,5 milliárad USD értékű. Ebben a sorozatban összesen 141 darab repülőgép fog átadásra kerülni. Ezzel az egységár további csökkenést eredményez: az LRIP 10 94,3 millió USD-os értéke 89,2 millió USD-re csökken, az F–35A változat esetében, hajtóművekkel együtt. Az F–35B ára is csökkent a 122,4 millió USD-ról 115,5 millióra, ahogyan a haditengerészetnek fejlesztzett F–35C egységára is csökkent, 121,2 millióról 107,7 millió USD-ra. Az LRIP 11 szerződés 141 darab gépéből 91 darabot kapnak az amerikai fegyveres erők, 28 darabot a nemzetközi partnerek és 22 darabot pedig a külföldi katonai egyezmények célországai (összesen 102 darab A, 25 darab B és 14 darab C). A leszállítás 2019-től lesz esedékes. A fejlesztők reményei szerint az F–35A egységára 2020-ban 80 millió dollár alá fog esni.

## Műszaki jellemzői

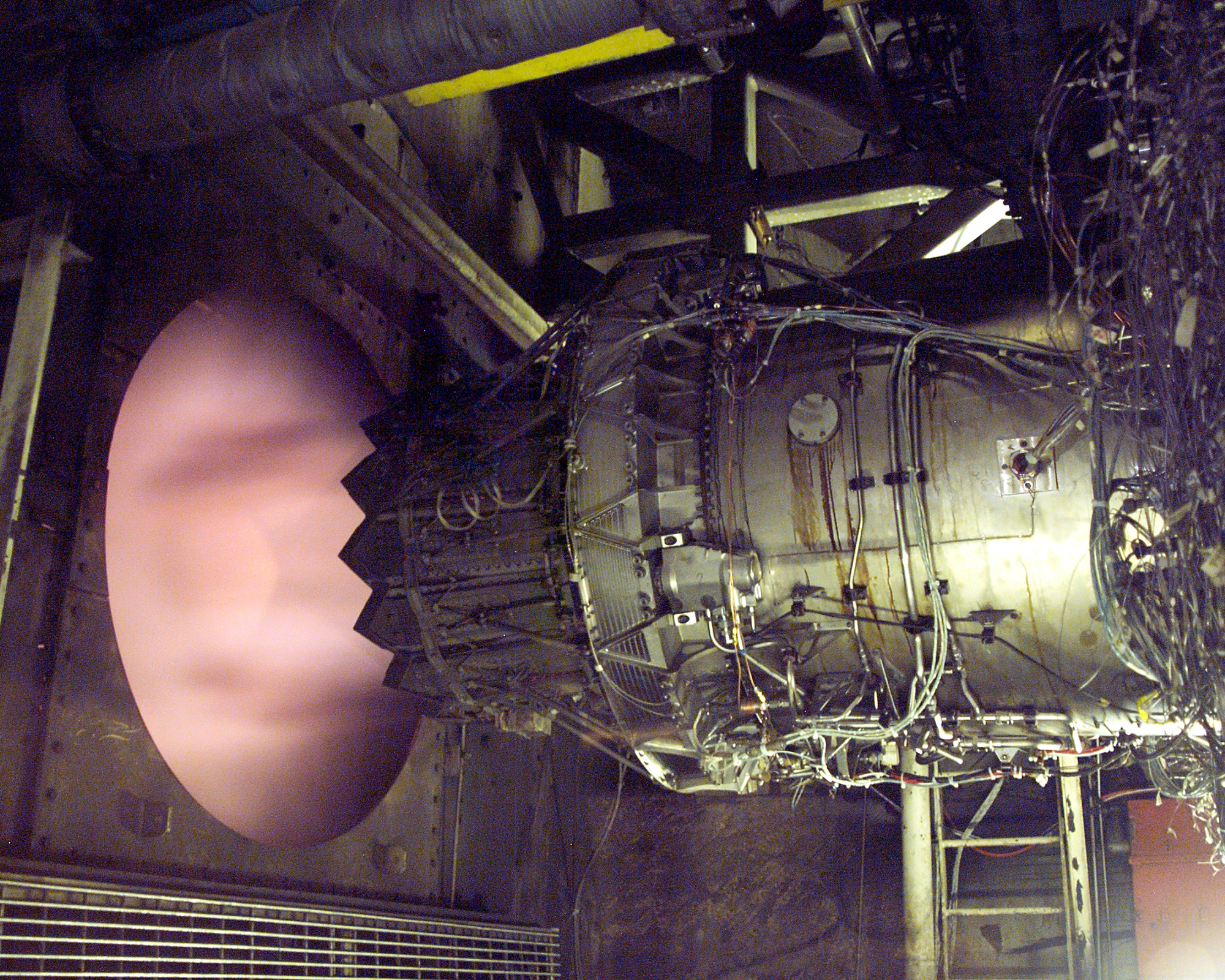
Az F135 hajtómű fékpadi tesztelés közben

A repülőgép hagyományos aerodinamikai elrendezésű, felső trapézszárnyas konstrukció, osztott függőleges vezérsíkokkal. Az orrsegédszárny kivételével a kormányfelületek mozgatását a hagyományostól eltérő módon oldották meg. Az EHAS (Electro-Hydrostatic Actuation System, elektro-hidrosztatikai mozgatórendszer), ellentétben a hagyományos repülőgépek központi hidraulika-rendszerével, minden egyes munkahengernél külön elektromos berendezéssel tartja fenn a hidraulikanyomást, de a berendezések energiaellátása elektromosan történik. A rendszer jóval nagyobb túlélőképességet biztosít a repülőgépnek, a korábban tervezett gépeknél a hidraulika-rendszer nyomásvesztése a gép kormányozhatatlanná válását eredményezte, ezért azt meg is többszörözték.
A repülőgéphordozó-fedélzeti F–35C szárnyfesztávolsága és vízszintes vezérsíkjának felülete nagyobb, hogy alacsonyabb leszállósebesség legyen elérhető.
A gép hárompontos, tricikli-rendszerű futóművel rendelkezik, egy-egy orr- és főfutókerékkel, a haditengerészeti változat erősebb, kétkerekes orrfutót kapott. Az F–35A-t a légierőnél használt merev csöves, a többi változatot hajlékony csöves légi utántöltő berendezéssel is ellátták.
Hajtóművéül a Pratt & Whitney F119-ből kifejlesztett F135-öt választották, de a megrendelések nagy száma miatt alternatívaként lehetővé teszik az F120 beépítését is, így egyik hajtóműgyártó sem szerez monopóliumot. A F–35B emelő csőlégcsavarját a hajtómű hajtja meg egy tengelyen keresztül. A légcsavart a Rolls-Royce és az Allison gyártja, és 80 kN emelőerőt szolgáltat. A hátsó, ellipszis keresztmetszetű fúvócső elfordítását két, ferde csapággyal oldották meg. Az oldalirányú stabilitás megteremtése miatt a szárnyak alatt is van két fúvócső.

### Avionika

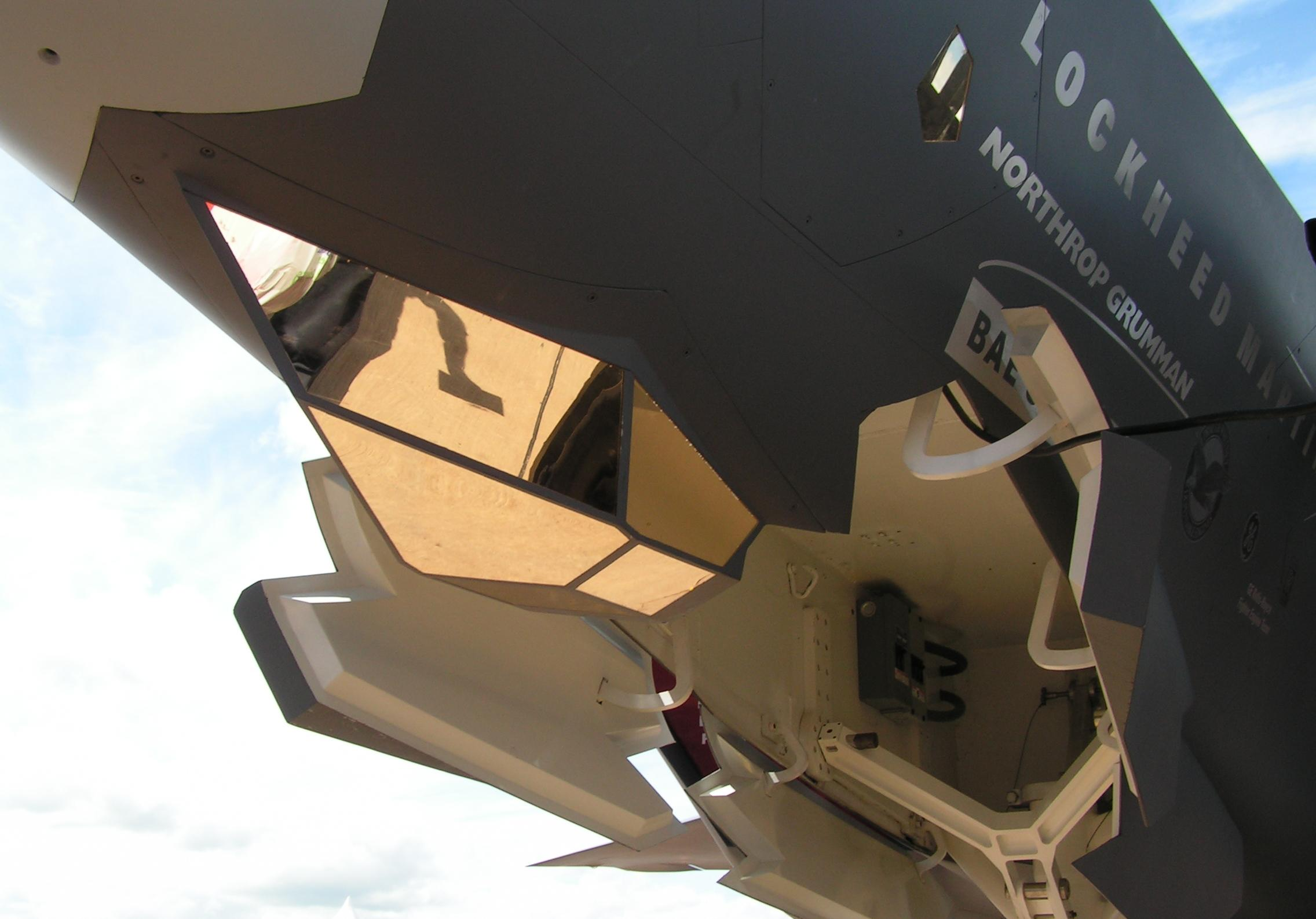
A gép orra alá épített EOTS optikai érzékelő

Eredetileg az F–35-öst egyszerű avionikával tervezték ellátni, a célok felderítését elsősorban a specializált felderítő repülőgépekre bízva, de ez a fejlesztés során megváltozott, nem utolsósorban a mikroelektronika lehetőségeinek növekedése miatt.
A gép legfontosabb érzékelője az orrba épített, AESA rendszerű AN/APG–81 rádiólokátor, mely az F–22 Raptoron alkalmazott AN/APG–77 korszerűbb és kisebb változata. A légi és földi célok felderítésén kívül alkalmas aktív rádióelektronikai zavarásra, passzív rádióelektronikai felderítésre, valamint kommunikációra is. Kisebb mérete miatt hatótávolsága korlátozott, légi célok ellen 165 kilométer. Alkalmas szintetikus apertúrájú üzemmód használatára is. Mivel nincs mozgó alkatrésze, a meghibásodás lehetősége alacsony. Tervezett élettartama 8000 óra. A lokátort először egy, erre a célra átépített BAC 1–11-be (CATBird, Cooperative Avionics Test Bed) beépítve tesztelték, többek között a Northern Edge 09 hadgyakorlaton is, a valós helyzetet a lehető legjobban megközelítő helyzetekben.

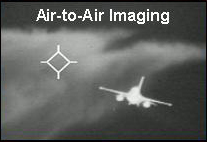
F–16-os az EOTS képén

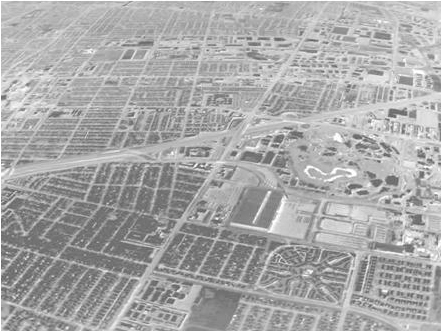
Városias terület a DAS képén

A gépbe integrált infravörös felderítőrendszert építettek. az IRST (Infrared Search and Track, Infravörös keresés és Követés), más néven DAIRS vagy DAS (Distributed Aperture Infrared System, azaz Elosztott Nyílású Infravörös Rendszer), mely a törzsbe beépített hat érzékelővel rendelkezik, és képes a közeledő rakétákat és a környéken lévő repülőgépeket (lehetővé téve a nagy manőverezőképességű légiharc-rakéták célzását akár a gép mögé is) minden irányból észrevenni.

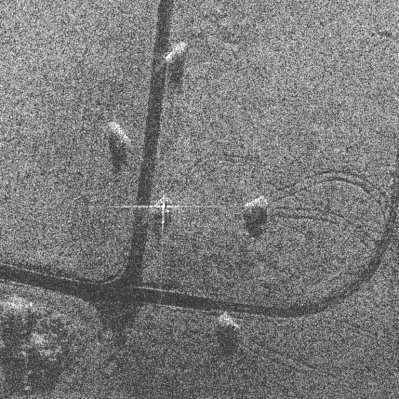
Járművek és keréknyomok az AN/APG–81 lokátor szintetikus apertúrájú képén

Az EOTS (Electro-Optical Targeting System, azaz Elektrooptikai Követőrendszer) A gép orra alá van beépítve, a rádiósugárzást elnyelő ablak mögé. A rendszer részét képezi egy FLIR (előre néző infravörös érzékelő), egy TV-kamera, egy lézeres célmegjelölő és egy, a mások által megjelölt célokat követő berendezés. Az ablak elég nagy ahhoz, hogy ne kelljen a berendezést elforgatható toronyba építeni. Az EOTS berendezéseit építették a már gyártásban lévő Sniper célmegjelölő konténerbe.
A Northrop Grumman által fejlesztett CNI (Communication, Navigation and Identification, azaz Kommunikációs, Navigációs és Azonosító csomag) biztosítja a saját-idegen azonosítást (IFF), valamint a gépek közti titkosított, nagy sebességű adatátvitelt. A berendezések integrált megvalósításával sikerült a berendezés tömegét és energiafogyasztását csökkenteni. A berendezésben hét PowerPC processzor dolgozik, öt adatfeldolgozó, és két interfész, mely a megduplázott berendezés két felének kommunikációját biztosítja a központi számítógéppel.
A teljes avionikai csomagot egy Boeing 737-es repülőgépbe építve tesztelték.

#### Pilótakabin

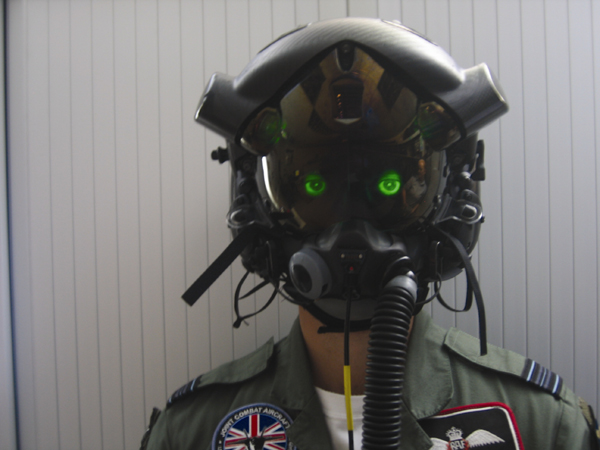
A HMD sisakkijelző

A pilótakabin legfontosabb eleme a teljes műszerfalat kitöltő, 20×50 centiméteres PCD (Panoramic Cockpit Display, azaz Panoramikus Pilótakabin-Kijelző), amely egy nagy méretű, érintésérzékeny LCD-monitor, és a repülés összes lényeges adatát meg tudja jeleníteni. Eltérően a korábbi repülőgépektől, HUD-ot nem építenek be a pilótakabinba, ennek feladatát átveszi a HMD (Helmet Mounted Display, azaz Sisakra Szerelt Kijelző) sisakkijelző, melyet a Kaiser Electronics és az ezen a téren nagy tapasztalatokkal rendelkező izraeli Elbit fejlesztett ki. Tömege 2-2,5 kilogramm (a nappali változat könnyebb, mint az éjjellátóval egybeépített), az első példányok ára 1 millió amerikai dollár körül van. A gép szenzorai által észlelt adatokat mind a PCD-n, mind a HMD-n meg lehet jeleníteni.
A kezelőszervek HOTAS (Hands On Throttle And Stick, azaz Kezek a Gázkaron És a Botkormányon) rendszerben vannak elrendezve. A repülőgép beszédértő, bizonyos rendszereit emberi hanggal is lehet vezérelni.
A helyből felszálló változat, amelynek irányítása a legnehezebb, automatikusan állítja be a kifúvott gázsugár szögét. A Harrierekkel összegyűlt tapasztalat szerint a helyből felszálló gépekkel való fel- és leszállás azért nehéz ugyanis, mert a pilótának a botkormánnyal irányítania kell a repülőgépet, a gázkarral szabályoznia kell a tolóerőt, emellett egy harmadik karral a kifúvott gázsugár irányát is (lebegésnél ez függőlegesen történik, repülésnél vízszintesen, a kettő közti átmenet alatt, vagy például lebegve manőverezésnél pedig valamilyen ferde szögben), így ennek a manővernek a kényelmes végrehajtásához három kézre lenne szükség, a harmadikat veszi át a számítógép.

#### Szoftverek
A repülőgép központi eleme az ICP (Integrated Core Processor, azaz Integrált Központi Számítógép), melyet, az F–22-essel ellentétben, melyre külön központi számítógépet fejlesztettek, a kereskedelemben kapható alkatrészekből szerelik össze, a költségek csökkentése és a fejlesztés gyorsítása érdekében. A számítógép MIL STD 1394B szabványú adatbuszon keresztül csatlakozik a repülőgép többi berendezéséhez.
A számítógép szoftverét C és C++ programnyelven írták (a Védelmi Minisztérium korábban az Ada nyelvet részesítette előnyben), és 5,6 millió kódsort tartalmaz (az F–22-esé 2,5 millió soros). A szoftver végrehajtása egy köztes rétegen (middleware) keresztül, interpretálva történik, ez lehetővé teszi, hogy a központi számítógép cseréje vagy átalakítása esetén nem kell a teljes szoftverkészletet átírni. A bonyolult fejlesztés miatt a rendszerbe állításra csak a legfontosabb funkciókat írják meg, a fejlesztés ezután is folyni fog. Moduláris rendszerű, a gép különféle változatai részben eltérő szoftverekkel lesznek ellátva.

## Fegyverzet

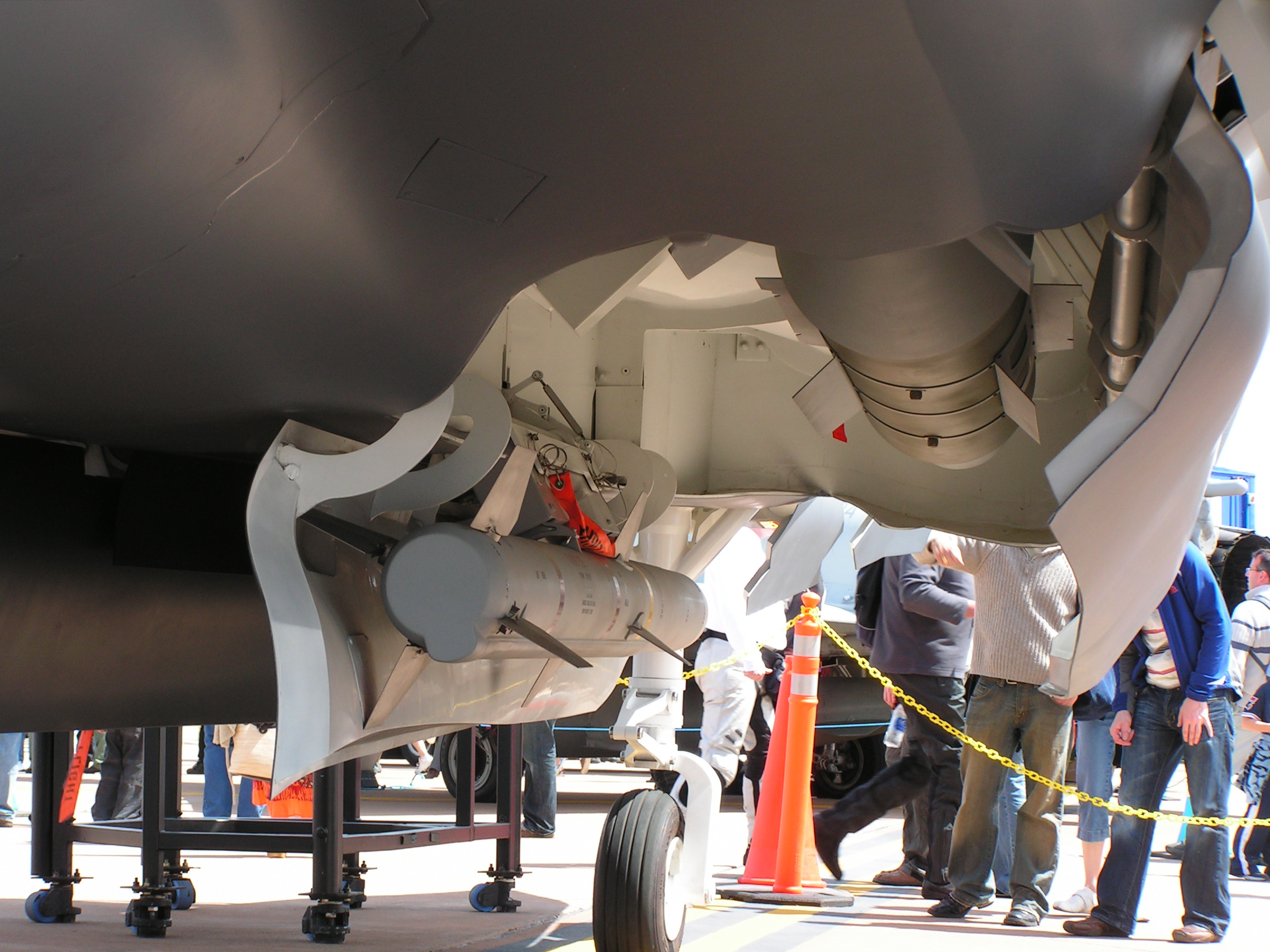
F–35 makett nyitott fegyvertere, balra az AIM–120 AMRAAM, fönt a GBU–31 JDAM

Csak az F–35A rendelkezik beépített fegyverrel, ez az eredeti tervekkel szemben, melyekben a 27 milliméteres Mauser BK–27 szerepelt, a General Electric GAU–22/A 25 milliméteres, négycsövű gépágyú, melyet a bal szárnytőbe építettek, 182 lőszeres javadalmazással. Maximális elméleti tűzgyorsasága 3300 lövés/perc. A többi változatnál lehetőség van ezen gépágyú függesztésére a törzs alá, áramvonalas, kis visszaverő felületű konténerben, 220 lőszeres javadalmazással.
A gépnek két belső fegyvertere van. Ebbe az F–35A és C esetén egy-egy 900 kilogrammos GBU–31 JDAM irányított bomba és egy-egy AIM–120 AMRAAM légiharc-rakéta fér el. A helyből felszálló változat fegyverterében csak a 450 kilogrammos GBU–32-nek maradt hely. A két fegyvertérnek külön ajtajai vannak, a légiharc-rakéta indítósínjét a belső ajtón helyezték el. A félszárnyak alatt még kettő-kettő fegyverfelfüggesztési csomópont van, a belsők teherbírása 2270 kilogramm (5000 font), a külsőké 1135 kilogramm (2500 font). Alkalmazásukkor romlanak a gép lopakodó tulajdonságai, nő a légellenállás, csökken a hatótávolság.

### Energiafegyverek
Tervezik irányított energiafegyverek felszerelését a helyben fel- és leszálló változatra, amely rendelkezik az ilyen fegyverek felszereléséhez szükséges rögzítési hellyel (az emelő csőlégcsavar kiszerelése után). A tervekben szilárdtest lézerek és nagy energiájú mikrohullámú fegyverek szerepelnek, amelyekhez a fegyverrel együtt 20 MW teljesítmény előállítására alkalmas generátort szerelnek a gépbe, amit a csőlégcsavar hajtóműve hajt meg.

## Típusváltozatok
Három fő típusváltozatát tervezték kifejleszteni:
- A hagyományosan fel- és leszálló (CTOL) F–35A elsősorban az USAF számára, mely 2013-tól Az F–16 Fighting Falconokat, 2028-tól pedig az A–10 Thunderbolt II-ket váltja le
- A rövid úton felszálló és helyben leszálló (STOVL) F–35B az Amerikai Tengerészgyalogság összes repülőgépének (F/A–18 Hornet, AV–8B Harrier II és EA–6B Prowler) és az Brit Királyi Haditengerészet Harrier GR.7 és GR.9 leváltására tervezték. Erről azonban a Royal Navy lemondott, inkább az F–35C-t vagy az F/A–18E/F Super Hornetet választják majd (döntés 2012-ben várható ). A britek részéről szóba került az Eurofighter Typhoon „navalizálása” is, ennek költségvonzatai azonban még nem realizálódtak. A B-programból való brit kilépés annak befejezését sejtette, azonban a USMC kitart a típusváltozat mellett, repülőgéptípusait a 2020-as években ki kell váltani.
- A repülőgép-hordozó fedélzeti (CATOBAR) F–35C az Amerikai Haditengerészet számára fog készülni, a korábbi gyártású F/A–18 A, B, C és D repülőgépek leváltására, 2015-től.

### F–35C
A típusváltozat 2011. november 4-én hajtotta végre első hordozófedélzeti felszállását, melyet a CF–03-as géppel a USN tesztpilótája, Chris Tabert hadnagy hajtott végre a Patuxent River-i tengerészeti támaszpont (Naval Air Station, NAS) erre kialakított hordozófedélzeti tesztályáján. Az indítást TC–7 típusú szabványos gőzkatapultról végezték el. A tényleges hordozófedélzeti indítást és fogadást 2013-ra ütemezték be.

## Alkalmazók

Az F–35 alkalmazói és potenciális vásárlói

### Az Amerikai Egyesült Államok Légiereje
Az Egyesült Államok légiereje, haditengerészet és tengerészgyalogsága is rendszeresíti az új repülőgépet. Az USAF első három repülőtere, ahol a gép települni fog a Hill AFB (Utah), a Mountain Home AFB (Idaho) és Shaw AFB (Dél-Karolina) lesz.

### Brit Királyi Légierő
A programba 2 milliárd amerikai dollár-t invesztáló Egyesült Királyság 138 darab F–35B rendszeresítését tervezi az új Queen Elizabeth osztályú repülőgép-hordozóinak fedélzetén, az első három tesztgép vásárlásáról 2009 márciusában jelentették be szerződést.

#### A brit beszerzéssel kapcsolatos problémák
Az Egyesült Államok és az Egyesült Királyság között vita van a gépek rendszeresítésének körülményei miatt, az angol vezetés ugyanis úgy érzi, hogy aránytalanul kevés beleszólása van a programba, amely a szigetország kárára van.
- Az Egyesült Államok nem sietteti a típus hadrendbe állítását, mert meglevő F–16, F/A–18 és AV–8B repülőgépeinek megfelelő üzemidő-tartaléka van. A RAF Jaguarjait már kivonták a hadrendből, Harrierjei pedig élettartamuk végéhez közelednek, így több évig nem lesz megfelelő csapásmérő típusuk, amíg az F–35-ösök hadrendbe nem állnak.
- Az Egyesült Államok nem hajlandó bizonyos technológiák, elsősorban a gép szoftverei forráskódjának átadására, így az Egyesült Királyság nem lesz képes a gépet Amerikától függetlenül továbbfejleszteni (Operational Sovereignity, azaz használati függetlenség), például fegyvereket és elektronikai berendezéseket az egyébként konkurens amerikai cégek közreműködése nélkül integrálni.
- Az angol Rolls-Royce a vesztes F136 hajtómű fejlesztésében vett részt, emiatt a sorozatgyártott gépek hajtóműveinek gyártásában nem vehet részt. A géphez emiatt kifejlesztik és sorozatban fogják gyártani az F136-os hajtóművet is, mindkét típussal rendelhető lesz, hasonlóan az F–16 F100 és F110 hajtóműveihez.[23]
- 2009 augusztusában hírek röppentek fel arról, hogy az Egyesült Királyság fontolóra veszi az F–35B helyett az F–35C rendszeresítését, ez komolyan befolyásolhatja a programot: az F–35B ára komolyan emelkedne, és újabb brit munkahelyek kerülhetnek veszélybe.[24]

Ez év, 2009 novemberében jelentették be, hogy a tervezett HMS Prince of Wales repülőgép-hordozót kizárólag helikopterhordozóként tervezik üzemeltetni, az eredetileg megrendelt 138 F–35B helyett pedig mindössze 50-et vásárolnak.
Az első F–35B-t 2012. július 19-én adta át a Lockheed Martin a Brit Védelmi Minisztériumnak (MoD). Az ünnepélyes átadásra a texasi Fort Worth-ben került sor. Philip Hammond védelmi miniszter jelképesen átvette a ZM135 lajstromjelű vadászbombázót. Az Egyesült Királyság az első, amely átveheti a típust. Mind a 48 darab gyártás alatt áll. A leszállított gépek 2018-tól szárazföldi repülőtereken – egyelőre a kelet-angliai RAF Marham van erre kijelölve – fognak üzemelni egy ideig, majd a HMS Queen Elizabeth repülőgép-hordozóra kerülnek. A gépekhez szükséges építési munkák 15%-át a Királyságban végzik el, melyet több mint 130 brit vállalat fog kivitelezni. Ez körülbelül 1 milliárd GBP-vel járul majd hozzá minden évben az ország ipari teljesítményéhez, közel 25 000 munkaerőnek fog elfoglaltságot jelenteni a következő 25 évben.

### Ausztrál Királyi Légierő
Ausztrália három századnyi, összesen 72 repülőgép rendszeresítését tervezi 2017-2019-es kezdéssel, melyet később egy további századdal egészítene ki, mellyel az áthidaló megoldásként, 10 évre bérlendő F/A–18E/F repülőgépeiket váltanák le, így a rendszeresített gépek száma végül 100 körül alakulna. A gépek beszerzését Ausztráliában erős kritikával fogadják, egyrészt viszonylag kis hatótávolsága miatt, másrészt, mert légi harcban nem meggyőző fölénye a Kína, Indonézia, India, Malajzia és Vietnám által rendszeresített Szu–27 és Szu–30 repülőgépekkel szemben. A nagy őrjáratozási képesség azért is szükséges, mert az Ausztrál Királyi Légierő látja el több óceániai szigetország légtérvédelmét is.
Az első 14 repülőgép beszerzését 2009 novemberében jelentették be, 3,2 milliárd dollárért, a tervezett 72 darabos mennyiség ára összesen 12 milliárd dollár. Az első gépek érkezését 2014-re tervezik.

### Holland Királyi Légierő
Hollandia 2008 december végén jelezte, hogy kitart a gép mellett, 85 darabot rendszeresít, de 2010-ben felmerült a projekt törlése, mert a repülőgépek léghangnyomásszintje felszálláskor az amerikaiak által megadott 110 decibel helyett 130 dB.

### Török Légierő
Törökország mintegy 100 repülőgép beszerzését tervezi, az elsők 2015-től állnak hadrendbe.

### Norvég Királyi Légierő
Norvégia 2008 novemberében jelentette be, hogy az F–35-öst választja a Gripennel szemben az F–16 leváltására. A 48 megrendelt gépet értesülések szerint darabonként 54 millió USD-s áron vásárolják.

### Izraeli Légierő
Az Izraeli Légierő hosszú távon több, mint 100 darab gép megrendelését tervezi, ebből 75-re megrendelést is adtak, azonban a gép magas ára miatt a megrendelés bizonytalan. Felmerült, hogy esetleg izraeli fejlesztésű berendezéseket is beépítenének az F–35-ösbe, az így termelt bevétellel ellensúlyozva a program tetemes, mintegy 15 milliárd dolláros költségeit, de ezt az amerikaiak egyelőre ellenzik.

### Japán Légi Véderő
Japán 2011 decemberében döntött 42 darab F-35A beszerzéséről öregedő F–4 Phantom II-esei helyére. Az első négy repülőgép kivételével összeszerelésük Japánban fog történni.

### Lengyelország
Lengyelország 32 F–35-öst vásárol, ezekkel tervezik felváltani a szovjet MiG–29 és Szu–22 repülőgépeket. Az első Lengyelország számára gyártott F–35-ös 2024 augusztusában készült el és mutatták be Lockheed Fort Worth-i üzemében. Az első lengyel gépek kezdetben a Légi Nemzeti Gárda  ebbingi bázisán üzemelnek és a lengyel pilóták kiképzésére szolgálnak. Az F–35-ösök 2026-ban állnak szolgálatba Lengyelországban. A megrerndelt gépeket 2030-ig évi 4–6 darabos mennyiségben fogja a gyártó leszállítani a megrendelőnek. Az első két lengyel F-35-9s 2024. december 23-n érkezett meg az ebbingi légibázisra.

### Románia
Románia két részletben 48 darab F–35A repülőgép vásárlását tervezi. A vásárlás első szakaszában 32 darab repülőgépet fognak beszerezni. Az első 32 repülőgép eladását 7,2 milliárd USD értékben az amerikai külügyminisztérium 2024. szeptember 13 hagyta jóvá, majd a beszerzést a román parlament Szenátusa 2024. november 13-n hagyta jóvá.

### Csehország
Csehországban 2019-ben jelentek meg először hírek arról, hogy az ország érdeklődik az F–35-ösök beszerzése iránt. Az Egyesült Államok Külügyminisztériuma 2023 júniusában hagyta jóvá F–35 repülőgépek, lőszerek és egyéb kapcsolódó felszerelések lehetséges eladását Csehországnak, legfeljebb 5,62 milliárd dollár értékben, majd a cseh kormány 2023 szeptemberében hagyta jóvá a beszerzést. Ezt követően 2024. január 29-én írt alá egyetértési nyilatkozatot a cseh kormány az Egyesült Államokkal 24 darab F–35A vadászgép vásárlásáról. 2024 szeptemberében írták alá a tíz évre szóló, 2034-ig tartó, a rendszer integrációját biztosító logisztikai támogatásról szóló szerződést. A tervek szerint a Csehországnak szánt első hat darab repülőgép 2029-ben készül el, és ezeken fogják elkezdeni a cseh pilóták átképzését. A megrendelt mennyiség második felét már Olaszországban fogják gyártani. A teljes mennyiség leszállítása 2035-ben fejeződik be. Csehországban az F–35-ös fogja felváltani a 14 darab JAS 39 Gripen és a 24 darab L–159 ALCA vadászrepülőgépet.